# 德羅吉欽
德羅吉欽（羅馬化：Drahičyn，羅馬化：Drogichin）是白俄羅斯布列斯特州德羅吉欽區内的城市及该区的行政中心。該市位於州府布列斯特以東105公里，面積11平方公里，最高點海拔高度135米，2010年人口14,600。第二次世界大戰期間，納粹德國在1941年6月25日至1944年7月17日佔領該鎮。

## 外部連結
- Photos on Radzima.org （页面存档备份，存于）

52°11′N 25°09′E / 52.183°N 25.150°E